# Młyn w Kochlewie
Młyn w Kochlewie – zabytkowy, drewniany młyn wodno-elektryczny nad Wartą, znajdujący się Kochlewie w województwie łódzkim, wybudowany w latach 1928–1930.

## Historia
Już w XV w. w Kochlewie istniał młyn. W 1806 r. został wybudowany nowy budynek młyna. W okresie międzywojennym młyn posiadał dwa koła podsiębierne i dwie pary kamieni, które zostały następnie zastąpione parą walców. W 1920 r. młyn wyposażono w turbinę wodną. W 1928 r. spłonął w pożarze.
Obecny młyn wybudowany został na miejscu spalonego w 1928 r., uruchomiono go w 1930.
W 1964 roku przeprowadzono remont kapitalny tamy i śluzy. W 1980 r. młyn zelektryfikowano.
W 1986 r. młyn został wpisany do rejestru zabytków (nr rej. 341).

## Opis
Obecny młyn jest budynkiem dwukondygnacyjnym, z piwnicą, nakryty jest dachem dwuspadowym, krytym papą. Postawiony w konstrukcji słupowo-ryglowej na ceglano-betonowym cokole. Ściany młyna i szczyty dachu szalowane są deskami. Od strony rzeki do młyna przylega turbinownia posadowiona na palach. Do bocznej elewacji dostawiona jest przybudówka, w której dawniej znajdowało się mieszkanie młynarza.
Młyn wyposażony jest w 3 zastawki i upust, a także turbinę wodną, 3 pary walców i urządzenia czyszczące.
W 2024 r. jest czynny i oferuje mąki pszenne oraz żytnie.